# تسخره (استان پومرانی غربی)
تسخره (به لهستانی:  Cychry) یک روستا در لهستان است که در گمینا دنبنو (استان پومرانی غربی) واقع شده‌است. تسخره ۹۹۱ نفر جمعیت دارد و ۴۰ متر بالاتر از سطح دریا واقع شده‌است.